# جواز سفر برتغالي
تصدر جوازات السفر البرتغالية لمواطني البرتغال لغرض السفر الدولي. جواز السفر، بالإضافة إلى بطاقة الهوية الوطنية تسمح بحرية التنقل والإقامة في أي دولة من دول الاتحاد الأوروبي والمنطقة الاقتصادية الأوروبية.

## متطلبات التأشيرة

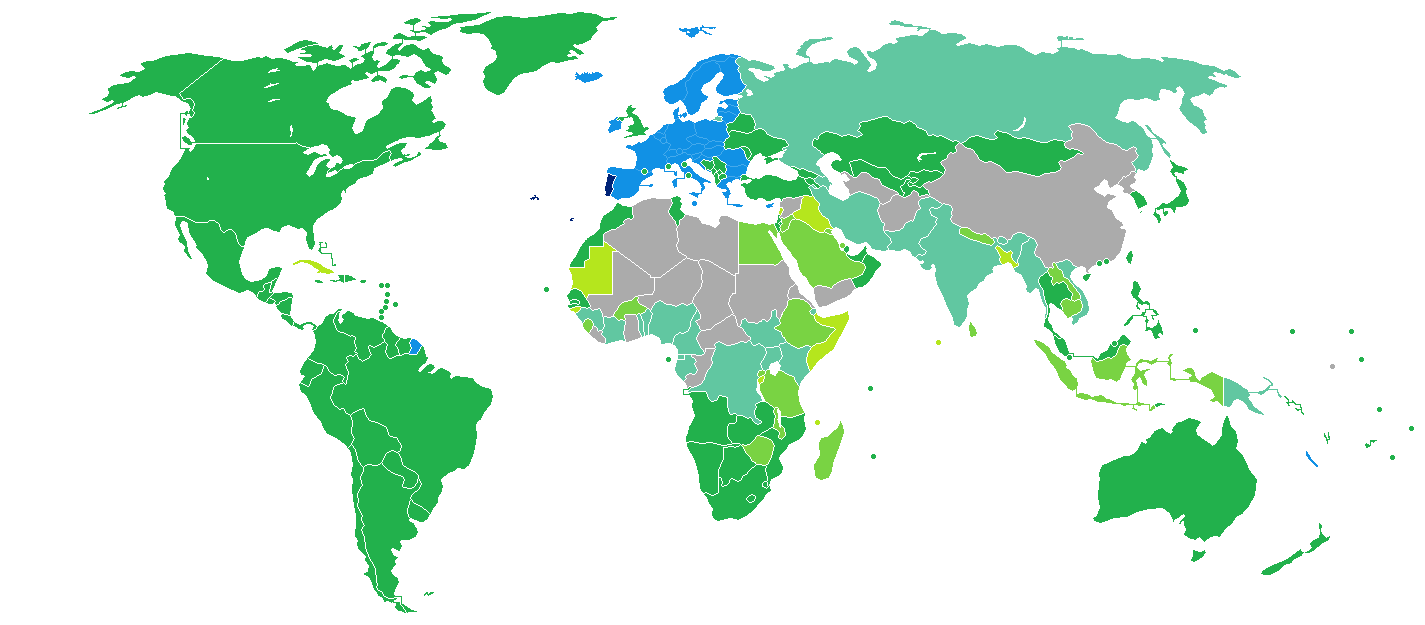
البلدان والأقاليم التي لا تفرض تأشيرة أو تطلب تأشيرة دخول عند الوصول للجهة، لحاملي جوازات السفر البرتغالية العادية.

اعتبارًا من 4 فبراير 2025 المواطنون البرتغاليون يتمتعون بدخول 188 دولة وإقليم بدون تأشيرة أو تأشيرة عند الوصول، مما جعل جواز السفر البرتغالي بحتل المرتبة الرابعة من حيث حرية السفر وفقًا لمؤشر هينلي لجوازات السفر.

## المعرض

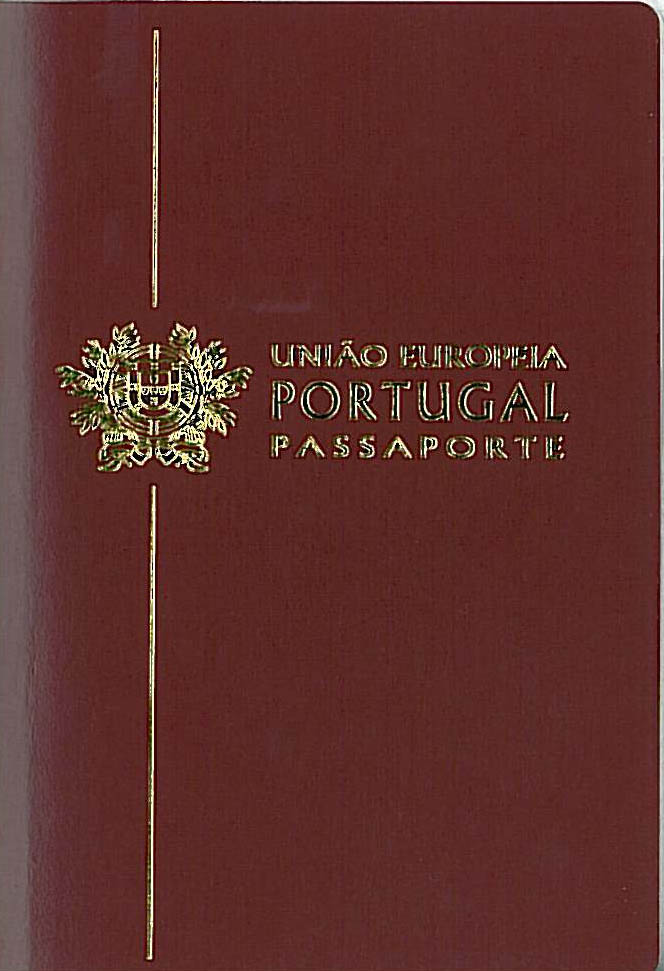
جواز السفر البرتغالي المقروء آليًا (2001-2006)
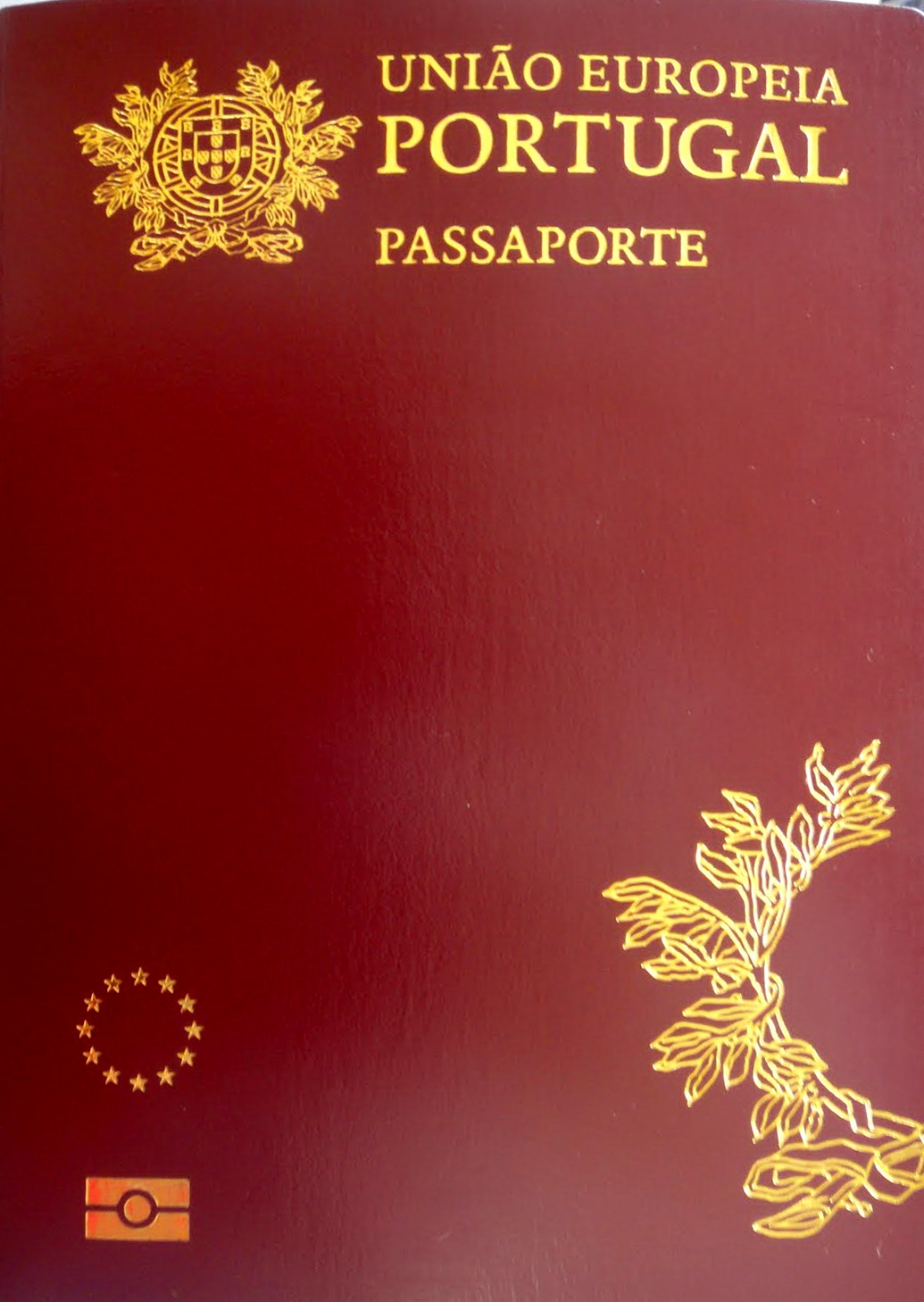
جواز السفر الإلكتروني البرتغالي (2006-2017)

## روابط خارجية
- الموقع الرسمي لجوازات السفر الالكترونية البرتغالية (باللغة البرتغالية).